# 古川聖人
古川 聖人（ふるかわ まさと、1996年12月6日 - ）は、ジャパンラグビーリーグワン横浜キヤノンイーグルスに所属するラグビーユニオン選手。

## プロフィール
- 福岡県出身[2]。
- ポジションはフランカー(FL)。
- 身長 178 cm、体重 94 kg
- ニックネームはまさと。
- 日本代表キャップは3。（2022年6月現在）
- U20日本代表の主将を務めたことがある[3]。

## 略歴
4歳からラグビーを始めた。
2015年、東福岡高校卒業後、立命館大学に入学する。なお東福岡高校時代、主将を務めたことがある。　
2016年5月21日に行われた2016年アジアラグビーチャンピオンシップ第3戦韓国戦で先発出場で日本代表初キャップを獲得した。
2018年、立命館大学ラグビー部の主将に就任した。
2019年、立命館大学卒業後、トヨタ自動車ヴェルブリッツ(現・トヨタヴェルブリッツ)に加入。
2020年1月12日にジャパンラグビートップリーグ第1節ヤマハ発動機ジュビロ戦に先発出場で公式戦初出場を果たす。
2024年6月、横浜キヤノンイーグルスに入団。